# كوتش بيهار
كوش بيهار هي مدينة وبلدية في ولاية البنغال الغربية الهندية. تعتبر المقر الرئيسي لمنطقة كوتش بيهار. تقع المدينة في سفوح جبال الهيمالايا الشرقية. تعد كوش بيهار المدينة الوحيدة في منطقة البنغال الشمالية المحتفظة ببقايا التراث الملكي. وواحدة من الوجهات السياحية الرئيسية في ولاية البنغال الغربية، ياعتبارها موطنا لقصر كوتش بيهار ومعبد مادان موهان والموطن الأم للأميرة مهراني غاياتري ديفي. تم اعلان المدينة بأنها مدينة تراثية.
خلال عهد الراج البريطاني، كانت كوتش بيهار مقرا ولاية كوتش بيهار الأميرية، التي كانت تحكمها سلالة كوخ في آسام. لكن بعد 20 أغسطس 1949، تحولت منطقة كوتش بيهار من ولاية أميرية إلى وضعها الحالي، مع مدينة كوش بيهار كمقر.

## أصل الكلمة
اشتق الاسم الأول للمدينة (Cooch) من القبائل الأصلية كوتش أو راجبونغشي المتواجدة بالمنطقة لعدة قرون. في حين اشتق الاسم الثاني للكلمة (behar) مشتقة من اللغة السنسكريتية: فيهارا أي الدير أو المعبد.

## المناخ
يظهر الجدول التالي التغييرات المناخية على مدار السنة لكوتش بيهار:
| البيانات المناخية لـكوتش بيهار                  | البيانات المناخية لـكوتش بيهار | البيانات المناخية لـكوتش بيهار | البيانات المناخية لـكوتش بيهار | البيانات المناخية لـكوتش بيهار | البيانات المناخية لـكوتش بيهار | البيانات المناخية لـكوتش بيهار | البيانات المناخية لـكوتش بيهار | البيانات المناخية لـكوتش بيهار | البيانات المناخية لـكوتش بيهار | البيانات المناخية لـكوتش بيهار | البيانات المناخية لـكوتش بيهار | البيانات المناخية لـكوتش بيهار | البيانات المناخية لـكوتش بيهار |
| الشهر                                           | يناير                          | فبراير                         | مارس                           | أبريل                          | مايو                           | يونيو                          | يوليو                          | أغسطس                          | سبتمبر                         | أكتوبر                         | نوفمبر                         | ديسمبر                         | المعدل السنوي                  |
| ----------------------------------------------- | ------------------------------ | ------------------------------ | ------------------------------ | ------------------------------ | ------------------------------ | ------------------------------ | ------------------------------ | ------------------------------ | ------------------------------ | ------------------------------ | ------------------------------ | ------------------------------ | ------------------------------ |
| متوسط درجة الحرارة الكبرى °م (°ف)               | 23 (73)                        | 25 (77)                        | 28 (82)                        | 31 (88)                        | 33 (91)                        | 35 (95)                        | 34 (93)                        | 31 (88)                        | 28 (82)                        | 26 (79)                        | 24 (75)                        | 23 (73)                        | 28 (83)                        |
| متوسط درجة الحرارة الصغرى °م (°ف)               | 3 (37)                         | 10 (50)                        | 13 (55)                        | 21 (70)                        | 24 (75)                        | 25 (77)                        | 26 (79)                        | 25 (77)                        | 23 (73)                        | 16 (61)                        | 10 (50)                        | 4 (39)                         | 17 (62)                        |
| الهطول مم (إنش)                                 | 8 (0.3)                        | 18 (0.7)                       | 33 (1.3)                       | 94 (3.7)                       | 300 (11.8)                     | 658 (25.9)                     | 818 (32.2)                     | 643 (25.3)                     | 538 (21.2)                     | 142 (5.6)                      | 13 (0.5)                       | 5 (0.2)                        | 3٬266 (128.6)                  |
| المصدر: Behar/averages.html Cooch Behar Weather |                                |                                |                                |                                |                                |                                |                                |                                |                                |                                |                                |                                |                                |